# Golf Halt
Golf Halt, vagy régebbi nevén Gorsafawddacha’idraigodanheddogleddollônpenrhynareurdraethceredigion (kiejtése walesi nyelven: [gorsavauðaxa.idraigodan̥eðogleðol.lo:npenr̥ənarəɨrdra:ɨθkeredigjon]) egy, az észak-walesi Gwynedd megyében, a Fairbourne & Barmouth Steam Railway kisvasútvonalán található vasúti megállóhely. A régi walesi név jelentése: ’Mawddach állomás és sárkányfoga az északi Penrhyn úton, a Cardigan Bay (öböl) arany tengerpartján’. A „sárkányfog” a II. világháborúban ide telepített, máig megmaradt tankcsapdákra utal. A gőzvontatású nosztalgiajáratokat üzemeltető kisvasút 1895 óta működik, elődje több helyi lóvasút volt.
Ez a megállóhely volt a leghosszabb nevű az egész Egyesült Királyságban, kifejezetten azért is nevezték el így, hogy túlszárnyalják az addigi csúcstartót, a szintén walesi Llanfairpwllgwyngyllgogerychwyrndrobwllllantysiliogogogocht, de az állomás 2007-ben visszakapta az eredeti Golf Halt nevet.